# Martín Mederos
Martín Mederos, vollständiger Name Martín Mederos Bares, (* 3. April 1985 in Montevideo) ist ein uruguayischer Fußballspieler.

## Karriere
Der 1,80 Meter große Mittelfeldakteur Mederos gehörte zu Beginn seiner Karriere den Mannschaften des Club Atlético Peñarol, von Centro Atlético Fénix und der Rampla Juniors an. Auf Amateurebene war zudem für den Coraceros Polo Club aktiv. In der Apertura der Saison 2009/10 der Segunda Divisional Amateur sind dort vier Ligatreffer für ihn verzeichnet. Er spielte seit 2011 für Institución Atlética Potencia. Im Januar 2013 wechselte er vom ebenfalls in der Segunda División Amateur antretenden uruguayischen Klub nach El Salvador zu CD Luis Ángel Firpo. Dort bestritt er in der Folgezeit von seinem ersten Einsatz am 3. Februar 2013 bis zu seinem letzten Ligaeinsatz am 26. Mai jenes Jahres insgesamt 14 Partien in der Primera División de Fútbol Profesional. Einen Treffer erzielte er nicht. Anfang Juli 2013 verpflichtete ihn der Erstligist Club Deportivo Universidad de El Salvador, für den er in der Spielzeit 2013/14 zwei Ligaspiele im August 2013 absolvierte, bei denen er ebenfalls ohne persönlichen Torerfolg blieb. Im September 2013 kamen der Verein und Mederos überein, den Vertrag aus wirtschaftlichen Gründen aufzulösen. Knapp einen Monat später forderte er mithilfe eines Rechtsanwalts ausstehende Gehälter von seinem vormaligen Arbeitgeber ein. Im März 2015 schloss er sich erneut Institución Atlética Potencia an. Mindestens seit 2016 gehört er dem Kader von C.s.y.D. La Bodega an und avancierte in jenem Jahr mit 34 erzielten Treffern zum Torjäger des Klubs und war damit vierterfolgreichster Torschütze auf Amateurebene.